# Morden på Malmö Östra sjukhus

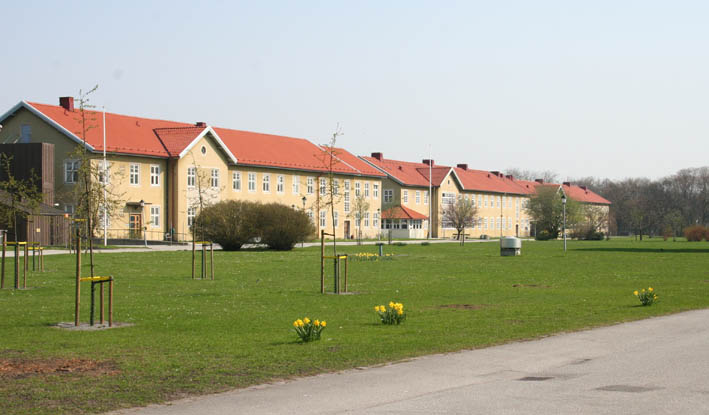
Före detta vårdpaviljonger vid Östra sjukhuset.

Morden på Malmö Östra sjukhus var ett svenskt fall av seriemord. Mellan oktober 1978 och januari 1979 förgiftade en 18-årig beredskapsarbetare på Malmö Östra sjukhus åldringar med de frätande rengöringsmedlen Gevisol och Ivisol på Långvårdsklinikens avdelning 26. Totalt drabbades 27 patienter varav 24 dog. I augusti 1979 dömdes gärningsmannen till sluten rättspsykiatrisk vård för 11 mord och 16 mordförsök.

## Bakgrund
Den 4 september 1978 anställdes den 18-årige Anders Hansson som beredskapsarbetare på sjukhusets avdelning 26, en långvårdsavdelning där de flesta var dementa. Mellan den 6 mars och den 31 maj 1978 var mannen anställd som vikarierande vårdbiträde på långvårdskliniken vid Värnhems sjukhus i samma stad, och i hans betyg därifrån uppgavs det följande: "Avd. har uttalat sig muntligen ang. honom. Har ingen som helst initiativförmåga. Ter sig konstig på avd.; verkar inte alls fatta vad man säger till honom. Skall ej återanställas." Med dubbel understrykning resolverades "Skall ej återanställas". Detta intyg visades dock aldrig upp för hans nya arbetsgivare. Från den 1 juni 1978 och sex veckor framåt hade han en liknande anställning på Segevångsgården i Malmö, där han tidigare hade fullgjort praktisk yrkesorientering. Föreståndaren där var inte glad över att få honom tillbaka, då han redan tidigare visat sig olämplig för arbetet. Han hade också stora kontaktsvårigheter gentemot den övriga personalen. På Malmö Östra sjukhus hade mannen genomgått introduktionskurs, innan han började sitt arbete på avdelningen.

## Fallet
En dag kom mannen springande till sina arbetskamrater och berättade att en av patienterna hade andningssvårigheter på grund av vätska i luftstrupen. Patienten räddades till livet och han fick beröm för sitt rådiga ingripande. Snart började ett flertal liknande fall upprepas, alltid med samma förlopp och alltid med den 18-årige beredskapsarbetaren som den som slog larm. Då han varit tre veckor på sin arbetsplats, begick han sitt första mord, då han gav en 66 år gammal blind man en blandning av rengöringsmedel och vatten. Då det första försöket ej lyckades, gjorde han ett nytt nästa dag. Som motiv för sin handling uppgav han att han "tyckte synd" om den blinde mannen, som därtill visade psykiska åldersförändringar. För de i fortsättningen förövade 26 morden och 15 mordförsöken uppgav han samma motiv. Han tyckte synd om de gamla eftersom de var så hjälplösa, i så hög grad oförmögna till givande kontakt med omgivningen. Efterhand började han förgifta även åldringar som han uppfattade som besvärliga.

## Upplösningen
Totalt dog 11 patienter under 18-åringens tid på avdelningen. Det första fallet var naturligt, men efter detta började beredskapsarbetaren ge patienterna rengöringsmedel att dricka i direkt syfte att döda dem. Efter att ha experimenterat med svagare medel gav han offren de starkt frätande rengöringsmedlen Gevisol och Ivisol, ibland utblandat med saft, att dricka. Detta skedde ofta under personalens rök- och kaffepauser, som han inte var med på. Den övriga personalen oroades över de många dödsfallen, men ansvariga läkare var övertygade om att dödsfallen hade naturliga orsaker. Mannen upptäcktes den 12 januari 1979, då han försökte ge en 94-årig kvinna en saftblandning med rengöringsmedel. Kvinnan spottade dock ut drycken och ropade på personal. När personalen kom stod 18-åringen i hörnet av salen och upprepade flera gånger, utan att någon ännu sagt något till honom, att han inte gjort något. När övrig personal luktade på hennes andedräkt märkte de en tydlig lukt av Gevisol och alla anställda beordrades att stanna kvar på avdelningen. 18-åringen skyllde först på en patient, men erkände ganska snart inför polisen vad han gjort. I polisutredningen uppdagades bristande rutiner på avdelningen som en viktig orsak till att 18-åringen kunde hålla på så länge. Bland annat var journalföringen bristfällig då de frätskador som personalen observerat i offrens mungipor och på deras halsar inte hade förts in i journalerna. Det fanns också stora samarbetsproblem mellan de ansvariga läkarna på avdelningen.
Mannens uppgivna motiv till sina handlingar var att han ville förkorta de åldriga patienternas lidande. Han erkände under förhörens gång 27 mord och 15 mordförsök. Såväl polis som rättskemister ansåg det emellertid oklart hur många av patienterna som verkligen dött av fenolförgiftning eller av andra orsaker. När åtalet efter fyra månader låg färdigt, ansåg sig chefsåklagare Sten Runerheim kunna bevisa 16 mord och 11 mordförsök. Mannen dömdes till slut i Malmö tingsrätt till sluten psykiatrisk vård för 11 fall av mord och 16 fall av mordförsök. De resterande dödsfallen kunde inte med säkerhet bindas till 18-åringen. Den 6 februari 1980 överfördes han, efter att domen mot honom fallit den 28 augusti 1979, till rättspsykiatriska kliniken vid Sankt Lars sjukhus i Lund. Han hade inte förstått vidden av sitt handlande. I den rättspsykiatriska undersökningen slog professor Bo Gerle fast att han var att betrakta som sinnessjuk och i behov av psykiatrisk vård. Personalen på "dödsavdelningen" ansågs inte ha någon skuld i händelsen. Tvärtom, menade utredarna, var det personalens observans som främst bidrog till att morden avslöjades.

## Dokumentärer
- Dokumentärserien Dagar som skakade Sverige på TV3 under 1990-talet.

- Sveriges Radio P3 i programmet P3 Dokumentär i november 2009.[6]

- GW:s mord i TV4 den 4 december 2018.